# Chaidarion
Chaidarion este un oraș în Grecia.